# Palais-Royal

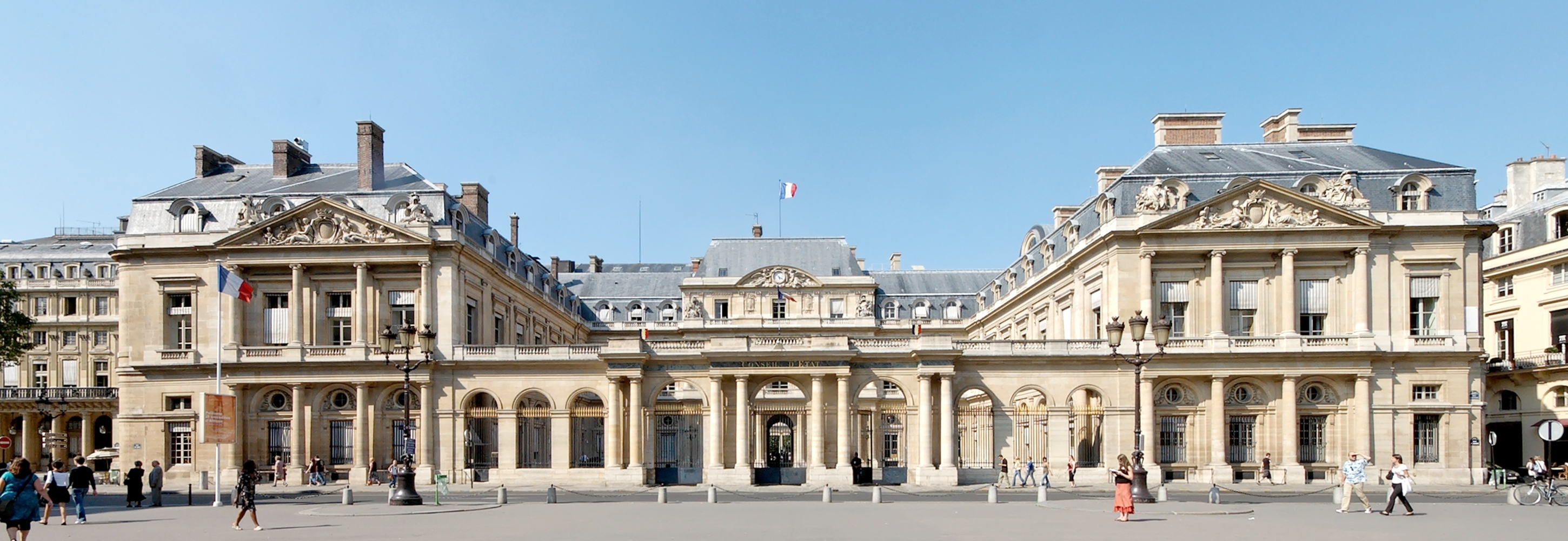
Lối vào tại quảng trường Palais-Royal

Palais-Royal (Cung điện Vương thất) là một cung điện và di tích lịch sử nằm ở Quận 1, Paris, Pháp. Được xây dựng lần đầu tiên năm 1622 để làm nơi ở cho Hồng y Richelieu, cung điện này đã từng là cung điện chính thức của hoàng gia Pháp trong một thời gian ngắn. Hiện nay đây là nơi đặt trụ sở của một số cơ quan của Chính phủ Pháp bao gồm Hội đồng nhà nước (Conseil d'État), Hội đồng lập hiến (Conseil constitutionnel) và Bộ Văn hóa (Ministère de la Culture). Một phần của khu nhà cũng được sử dụng làm nơi biểu diễn của Nhà hát Pháp (Comédie-Française).

## Lịch sử
Năm 1622, Hồng y Richelieu ra lệnh cho kiến trúc sư Jacques Lemercier xây dựng một cung điện mới trên nền của tòa nhà Hôtel de Rambouillet. Sau khi hoàn thành, đây là nơi ở của Richelieu đến khi ông qua đời năm 1642, vì vậy cung điện có tên Palais Cardinal (Cung điện Hồng y). Sau khi Richelieu qua đời, theo di chúc của hồng y, cung điện được tặng lại cho vua Louis XIII. Từ năm 1643 đây là nơi ở của hoàng hậu Anne của Áo và con trai (người sau này trở thành hoàng đế Louis XIV), Hồng y Mazarin cũng rời cung điện Louvre về ở tại đây. Từ giai đoạn này cung điện mang tên Palais Royal (Cung điện Vương thất). 

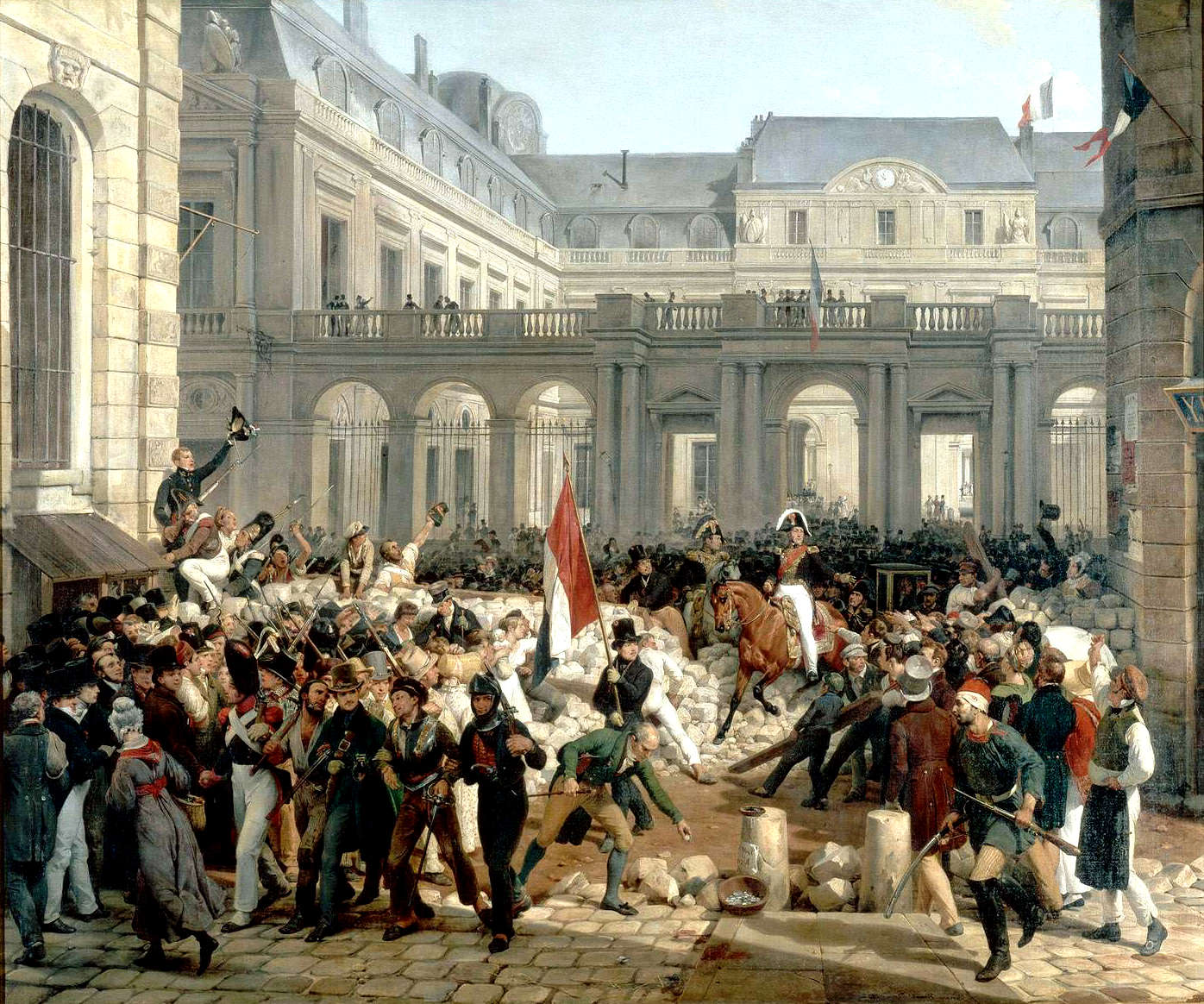
Louis-Philippe, công tước Orléans, rời khỏi Palais-Royal ngày 31 tháng 7 năm 1830, tranh của Horace Vernet

Năm 1661, Louis XIV chuyển về ở tại Cung điện Louvre, Palais Royal được chuyển cho em trai ông là Philippe và từ năm 1692 trở thành tài sản thừa kế của con trai Philippe là Philippe III d'Orléans. Năm 1773 cung điện bị hư hại nặng do một vụ cháy và được Philippe IV d'Orléans cho xây dựng lại gần như hoàn toàn với nhiều gian hàng, các nhà hát, quán cà phê và một khu vườn, vì cách bố trí này mà cung điện đôi khi bị gọi là Palais marchand (Cung điện buôn bán). Tại đây đã diễn ra những buổi diễn thuyết khởi đầu cho cuộc Cách mạng Pháp. Năm 1793, cung điện được chính quyền mới quốc hữu hóa.
Sau cuộc đảo chính ngày 18 tháng Sương mù (ngày 9 tháng 11 năm 1799), cung điện lại trở thành cung điện hoàng gia. Từ năm 1814, đây là nơi ở của các công tước Orléans cho đến năm 1848. Trong thời gian này nó đã được kiến trúc sư Pierre-François-Léonard Fontaine (kiến trúc sư của công tước Orléans) tu sửa. Trong thời gian Công xã Paris, năm 1871 cung điện gần như bị phá hủy hoàn toàn và được khôi phục lại 2 năm sau đó để làm trụ sở của Hội đồng nhà nước (Conseil d'État).

## Palais-Royal hiện nay

Palais-Royal, Paris

Hiện nay Palais-Royal là nơi đặt trụ sở của một số cơ quan của chính phủ Pháp bao gồm Hội đồng nhà nước, Hội đồng lập hiến (Conseil constitutionnel) và Bộ Văn hóa (Ministère de la Culture). Một phần của khu nhà cũng được sử dụng làm nơi biểu diễn của Nhà hát Pháp (Comédie-Française).
Năm 1985, nghệ sĩ Daniel Buren đã được chọn để trang trí cho sân danh dự (cour d'honneur) bằng một công trình của ông. Buren đã cho đặt rất nhiều cột bằng đá hoa cương màu đen và trắng có độ cao khác nhau, các cột này được chiếu sáng ban đêm bằng các đèn màu xanh. Tác phẩm này có tên Les Deux Plateaux, nó đã gây ra tranh cãi trong công chúng vì có người cho rằng việc đặt một tác phẩm nghệ thuật đương đại vào trong một di tích lịch sử như Palais-Royal đã làm hỏng công trình.

## Hình ảnh

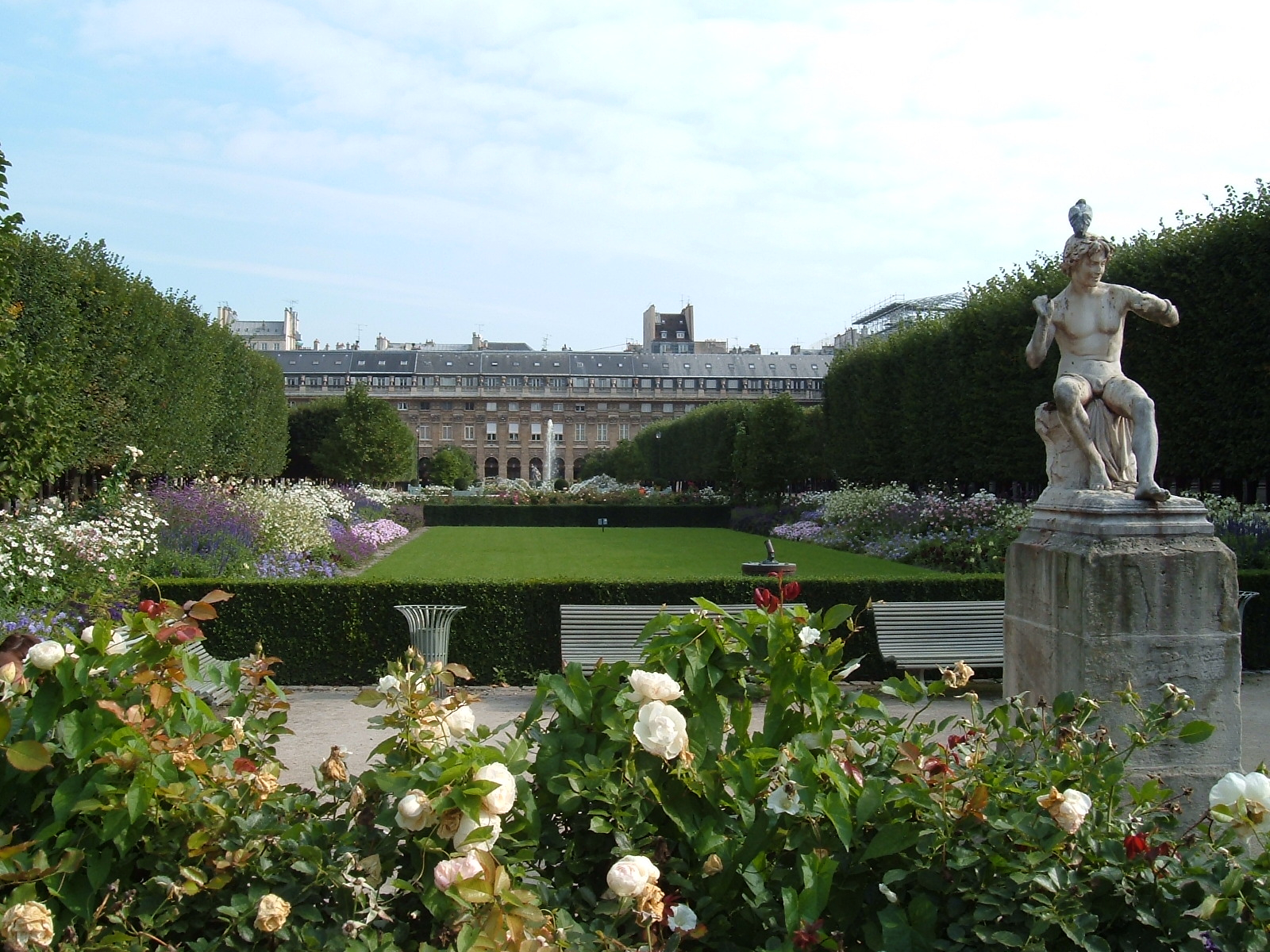
Vườn của cung điện.
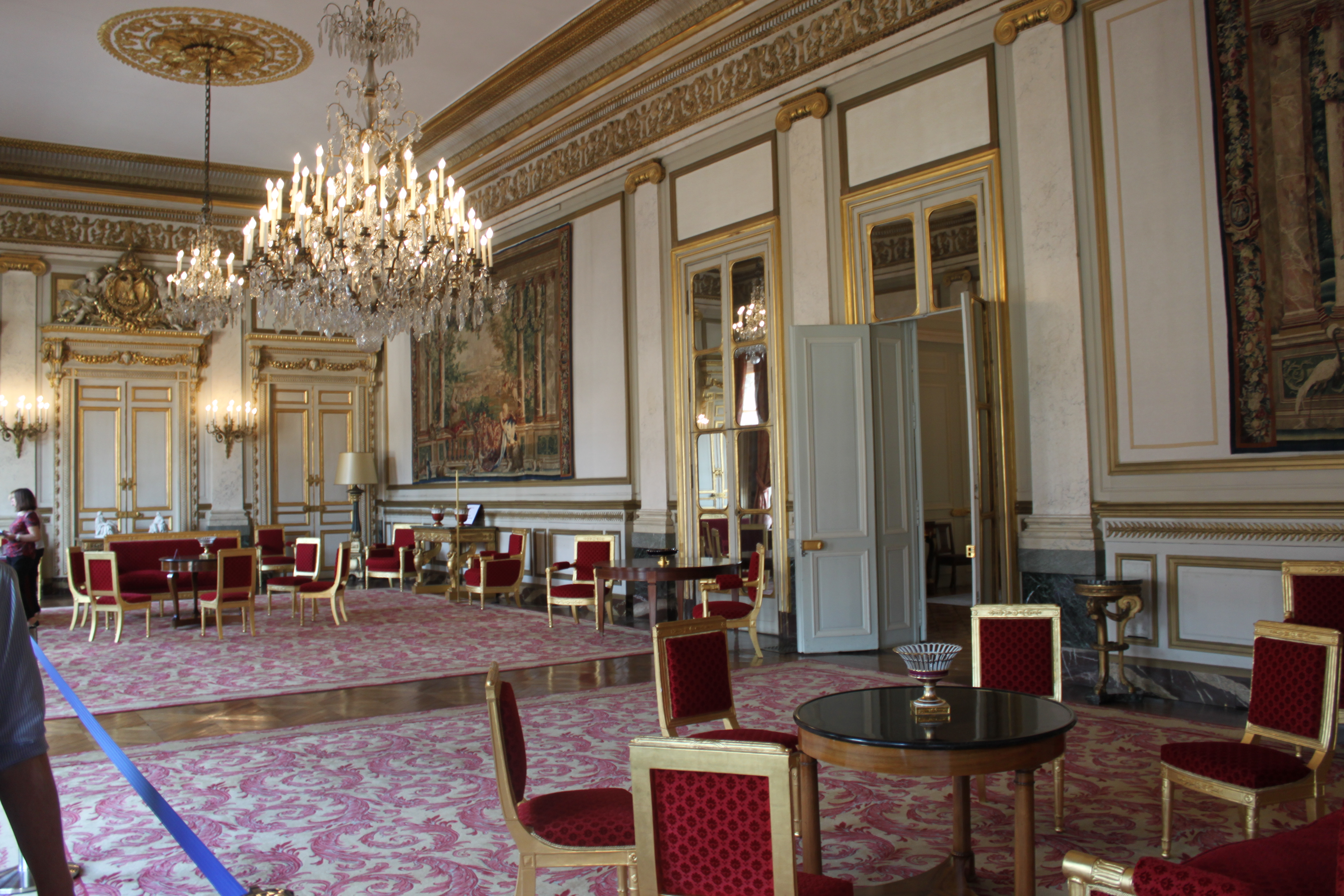
Một phòng bên trong cung điện.
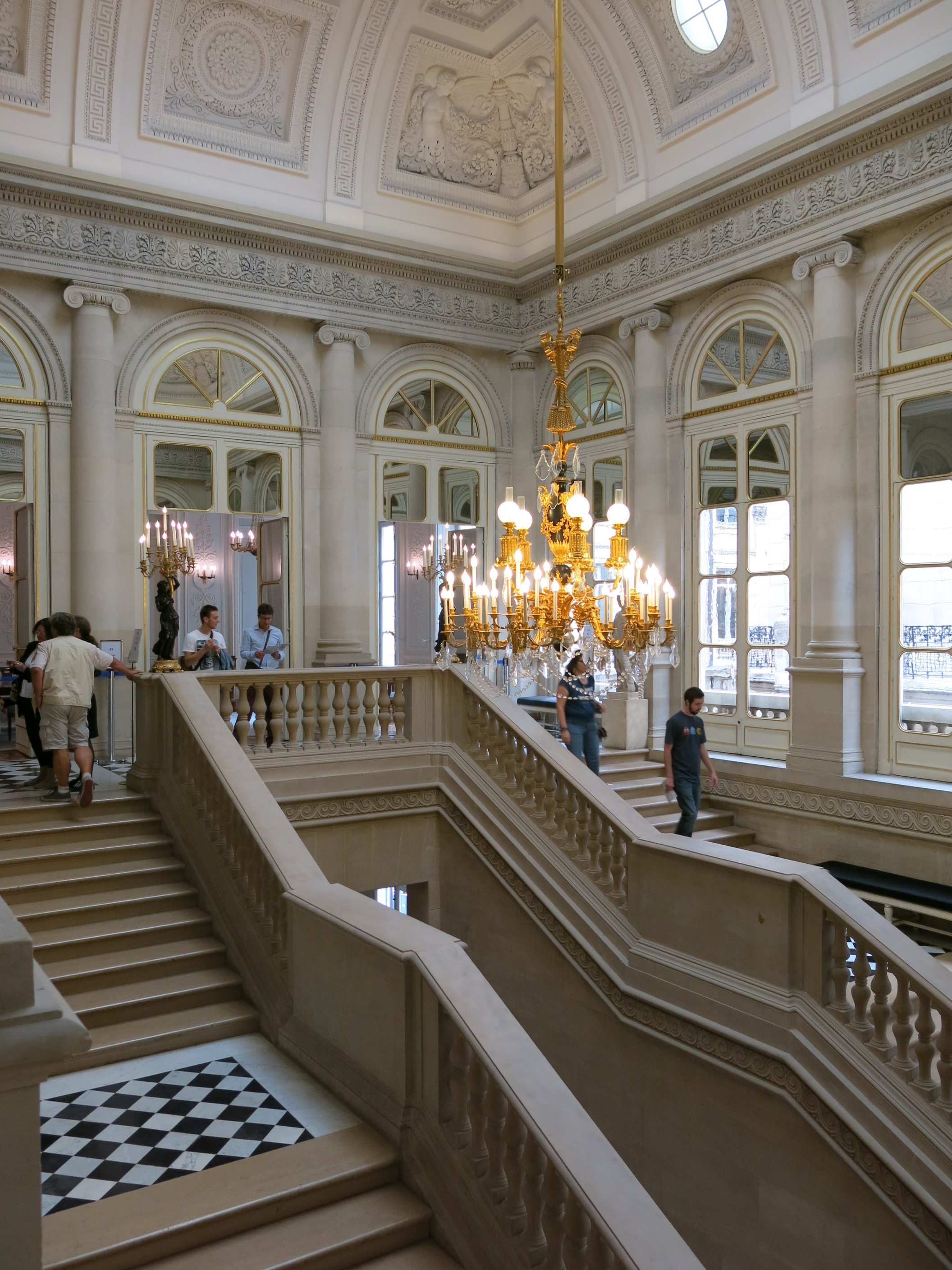
Cầu thang bên trong cung điện.
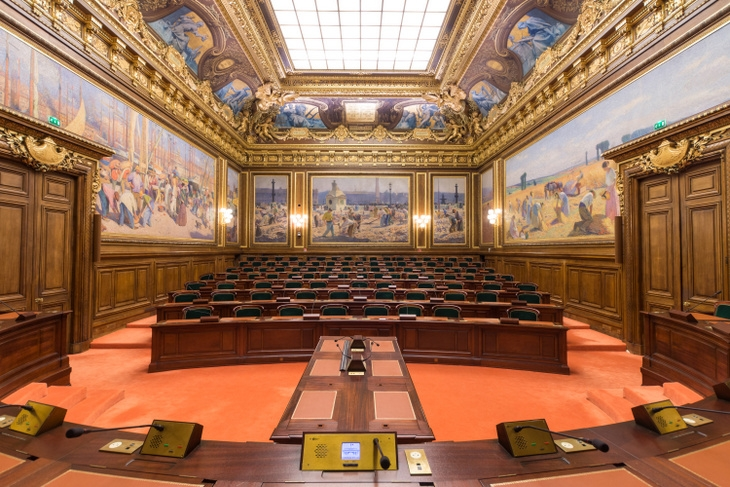
Phòng Đại hội đồng của Hội đồng Nhà nước.